# Turkmenistans demokratiske parti
Turkmenistans demokratiske parti er det dominerende politiske parti i Turkmenistan. Partiet blev grundlagt den 16. december 1991 og herefter ledet af Saparmurat Niyazov fra afviklingen af Sovjetunionen, feam til hans død 21. december 2006. Gurbanguly Berdimuhammedow, som i dag er præsident i landet, overtog lederposten i partiet efter Niyazov, Gurbanguly valgte til fordel for partipolitikken i landet valgt at gå af som leder den 18. august 2013, hans beslutning kom angivelig af han ønsket at fremme et flerpartisystem. Kasymguly Babaev er i dag leder af partiet.

## Ledere
Liste over ledere i Turkmenistans demokratiske parti:
| Navn                       | Fra               | Til               |
| -------------------------- | ----------------- | ----------------- |
| Saparmurat Niyazov         | 16. december 1991 | 21. december 2006 |
| Gurbanguly Berdimuhammedow | 21. december 2006 | 18. august 2013   |
| Kasymguly Babaev           | 18. august 2013   | Nuværennde        |

| Politik | Spire Denne artikel om politik og ideologi er en spire som bør udbygges. Du er velkommen til at hjælpe Wikipedia ved at udvide den. |